# 이탈리아계 미국인
이탈리아계 미국인(Italian American, 이탈리아어: Italoamericani)은 이탈리아인 후손으로 미국의 국적을 가진 사람을 뜻한다. 이탈리아인들이 미국으로 이주하는 것은 1880년대부터 시작되어, 그 수가 가장 많았던 때는 1900년경부터 제1차 세계대전 중의 1914년경까지이다. 1978년에는 약 530만 명의 이탈리아계 이민자가 미국에 거주하고 있었다. 그들의 1/3은 미국에서 돈을 벌어들인 후 조국 이탈리아에 갈 생각이었지만, 양 차례의 세계 대전의 영향 등으로 대부분이 결국 미국에 머물게되었다.
대표적인 이탈리아계 미국인으로는 야구 선수 조 디마지오, 첫 여성 부통령 후보 제럴딘 페라로, 그리고 금주법 시기의 주류밀매 활동을 벌인 갱 알 카포네 등이 있다.

## 초기 이민

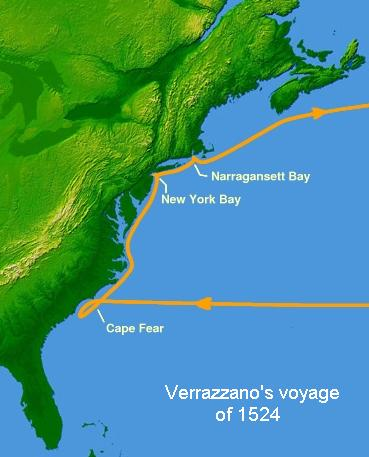
1542년 베라자노의 항해

이탈리아반도에서 남부 이탈리아인의 탈출이 1880년대에 시작되었다.  칼라브리아주, 캄파니아주, 풀리아주와 바실리카타주의 지방들에서 개시되어 1900년 후에 시칠리아주로 펴져나가 이탈리아의 이민은 인간성의 급류가 되었다.  1876년부터 1924년까지 4.5백만 명의 이탈리아인들이 미국에 도착하였고, 1901년부터 1910년까지 세월에 2백만 명 이상의 이탈리아인들이 왔다.  이 큼직한 수에 불구하고 이탈리아 이민의 3분의 2가 다른 유럽과 남아메리카로 이민을 간 것이 주목되어야 했다. 이 시기의 전과 후에 미국으로 이민은 그 소유의 권리에서 숙고적인 이동이었던 대략 1백만 명의 추가적 도착들이 밝혀졌으나 대량의 이민의 시기가 이탈리아 이민 경험에 중앙적으로 남아있다.
아직 거기에는 중요한 선구자들이 있었다.  이탈리아의 탐험가와 항해자들이 그 가장 초기의 시작들에 아메리카에 손을 댄 다른 국가들의 고용에서 국외로 모험을 떠났다.  가장 유명한 것은 당연히 스페인을 위하여 항해한 제노바의 선원 크리스토퍼 콜럼버스였다.  조반니 카보토, 조반니 다 베라자노와 아메리고 베스푸치 같은 다른 항해자들과 에우세비오 키노와 프라 마르코 다 니자 같은 중요한 선교사들도 또한 초기 탐험과 정착에 역할을 맡았다.

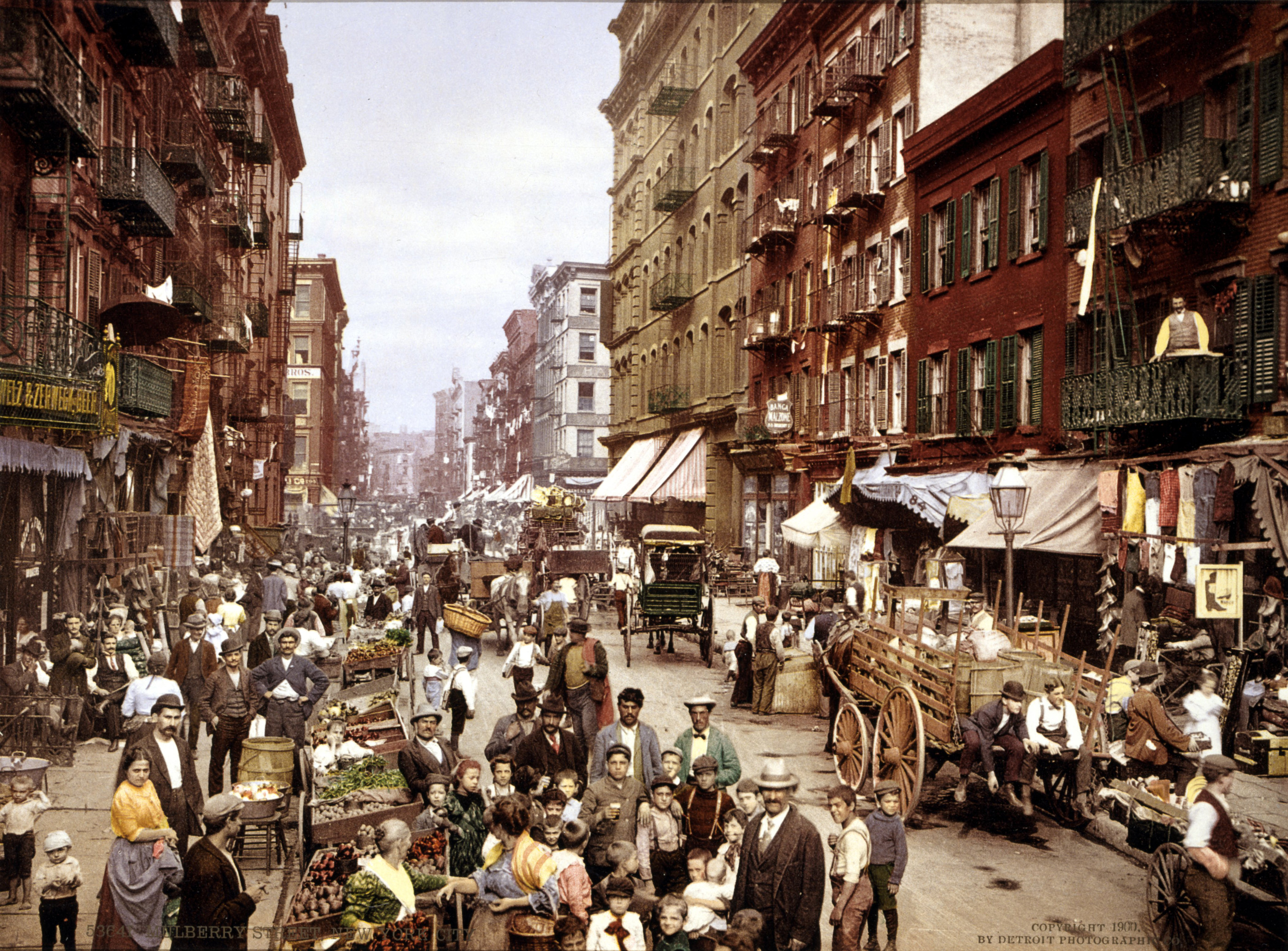
1900년경 뉴욕의 리틀이털리

미국 독립 전쟁 후에 새로운 나라에 온 크게 북부 이탈리아의 숙련된 기계공, 화가, 조각가, 음악가와 무용가들의 작은 흐름이 경제적 적소를 채웠다. 19세기 초기의 해방 혁명들의 실패와 함께 이 이민자들은 그 중에 가장 유명한 자가 주세페 가리발디였던 정치적 난민들의 세류에 의하여 가입되었다. 19세기의 2번째 절반에 의하여 미국의 도시들은 전형적으로 이탈리아인 거리의 연예인, 소매상인과 오는 이민자들을 위하여 가끔 정착의 첫 거점들을 설립한 석조공들을 포함하였다.  많은 이 개척자들은 일찍이 유럽을 통하여 그들을 데려온 이주성을 팔은 세대를 단지 넓히고 있었다.
이 시초의 이탈리아의 운동은 미국을 통하여 넓게 흩어졌으나 그 수들은 의미 있는 존재를 구성하는 데 너무 작았다. 1850년에 의하여 가장 대량의 집중은 루이지애나주(단 915명)에 있었으며 뉴올리언스와 그 주위들에 시칠리아 이민자들의 결과였다. 10년의 세월 안에 캘리포니아주는 단순히 2,805명으로 여러 주의 가장 높은 총계를 담고 있었고, 곧 이탈리아 이민자들의 수백만명에 집이 되는 뉴욕주는 1,862명으로 측정되었다.
대량의 이주와 함께 모든 것이 변화되었는데 주로 즉시의 고용, 최고의 저축과 빠른 귀환을 희망한 "체류자"로 알려진 일시적 이주자들로 이루어진 첫 단계이다. 운동은 우세하게 미국의 도시 중심지들에 밀집한 15세부터 35세까지 주요한 일하는 나이의 젊은 독신 남성들로 구성되었다. 많은 여행들은 평범한 일이고, 영어를 배우고, 시민권을 확보하고 재산을 획득하는 것 같은 미국 사회에 의지들은 극소였다. 어떤 세월의 비율들이 너무 높았어도 구세계의 마을에 전념을 한 전망들과 함께 체류자들의 최소 절반의 총수는 이탈리아로 돌아갔다.  이런 이동성은 1910년에 이어진 세월에 여성과 가족들이 이민을 가기 시작하여 정착이 증가적으로 영속할 때까지 이탈리아인들이 지속된 표어인 별명 "통행의 새들"을 얻게 하였다.
이민자들은 자신들의 가족 중심의 농부 문화들과 자신들의 극심한 지방 신분 증명들과 함께 그들을 데려왔다. 그들은 전형적으로 이탈리아인으로서가 아닌 특정한 마을 혹은 지방들의 거주자들로서 자신들을 바라보았다. 초기 공동체들의 조직과 주거의 생활은 사람들이 자신들의 협회들을 크게 친척과 동료 마을 주민들로 제한하며 이 사실들을 반영하였다. 좁게 기초를 둔 서로의 원조하는 사회들의 격증과 지방 고객 성인들을 영예하는 축제일들은 이 경향들의 표명들이었다. 차츰 미국의 환경들에 이민자들이 순응하면서, 그리고 그들이 점차 이웃한 이민자들과 상호 작용하면서 더 많은 국가적 본성으로 방향을 주었다. 그럼에 불구하고 단체적으로 넓은 조직과 본성은 항상 성취를 이루는 데 어려워져 왔다.

## 리틀이털리들의 출현

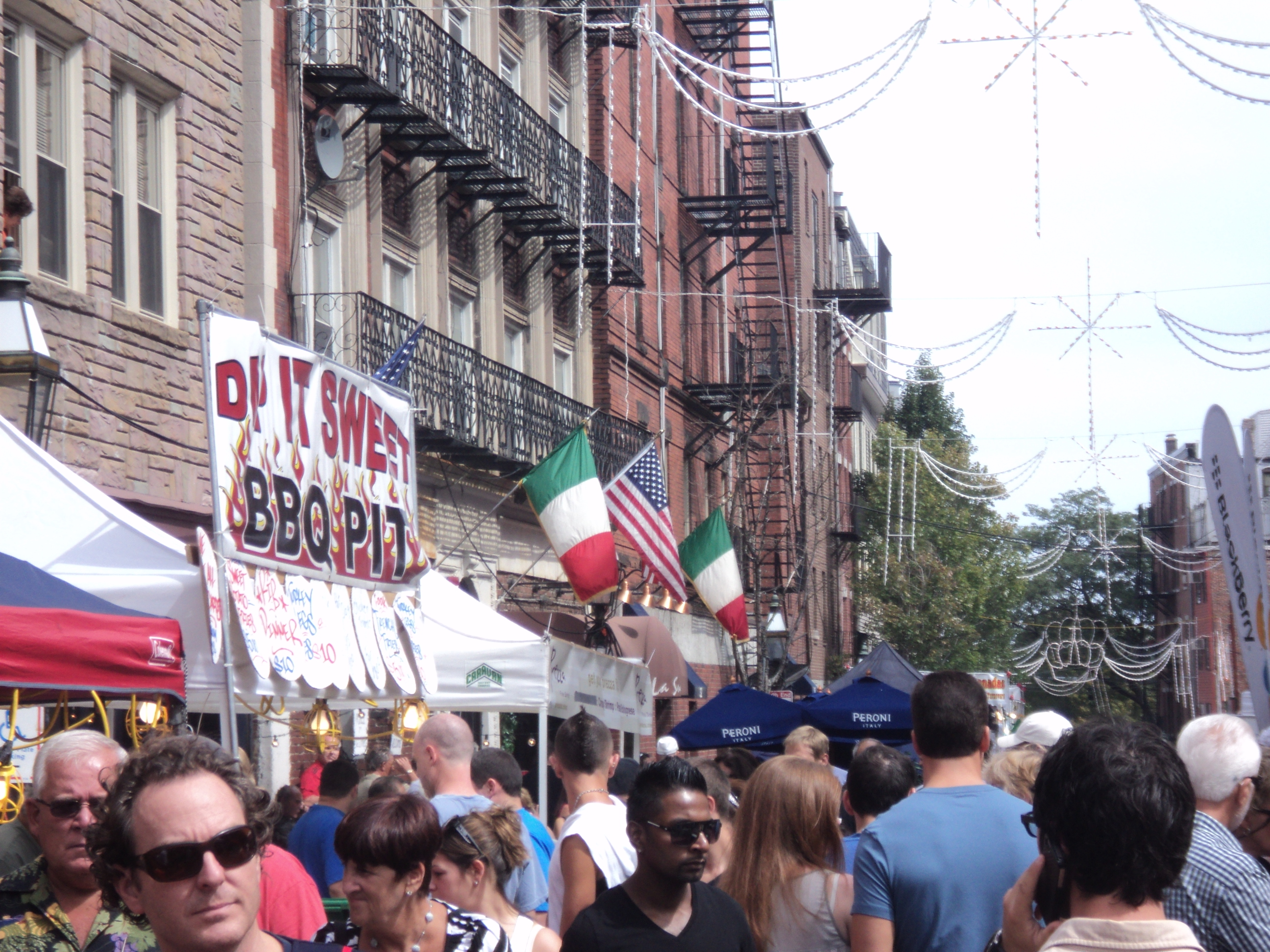
보스턴 노스엔드에 있는 이탈리아 공동체 구역

정착의 조건들에 이민자들은 높이 집중되었다.  "리틀이털리"를 형성하는 데 친적과 마을에 기지를 둔 일련 이주 망상 조직을 이용한 그들은 캘리포니아주와 루이지애나주에서 변경의 거류지들과 함께 북동부 지방과 중서부에 있는 도시들에 막대하게 밀집되었다.  90 퍼센트 이상은 11개의 주들 - 뉴욕주, 뉴저지주, 펜실베이니아주, 매사추세츠주, 캘리포니아주, 코네티컷주, 일리노이주, 오하이오주, 미시간주, 미주리주와 루이지애나주 만에 정착하였고, 대략 90 퍼센트는 도시 지역들에 군집되었다.  이민자들이 애리조나주와 플로리다주 같은 위치들에 진출하였어도 이 양식들은 오늘날 진실을 크게 보유한다.  모든 정착 지역들에서 규정 시간을 넘어 도시 중심지들로부터 외곽들로 느리지만 확고하게 옮기는 일들이 생겨왔다.
이민자들은 가끔 미국 사회에서 자신들이 마주친 적대 행위의 결과로서 리틀이털리 지역들을 추구하였다.  경멸된 소수자들이 근로자 계급에 뿌리를 두고, 겉으로는 융합에 저항으로서 이탈리아인들은 주택과 고용에서 넓게 퍼진 차별을 겪었다.  이민자들에게 미국의 응답들은 이탈리아인들이 협박과 폭력의 희생자들이 되면서 때때로 더욱 험학한 형성들을 택하였으며, 가장 이름난 사건은 1890년 뉴올리언스에서 11명의 이탈리아인들이 린치를 당한 것이었다.  이탈리아의 대략 이주들은 탐탁지 않은 요소들로서 남유럽과 동유럽인들을 증명한 토착 문화 부흥의 자라남과 함께 동시에 일어났다.  우생학의 의사 과학과 사회적 다윈주의에 의하여 영감을 받은 한세기의 돌아간 토착 문화 부흥자들은 가끔 남부 이탈리아인들을 특히 하급자들로 낙인을 찍었다.  빈곤, 당파심, 문맹과 높은 질병률과 범죄 활동들을 향한 혐의된 성향들에 중심을 둔 권력적인 연판들은 남부 이탈리아인들이 미국으로 오는 데 부인되었어야 할 퇴보된 "인종"으로 보인 전망을 강조하였다.  이탈리아인들의 비판은 1917년 식자 시험과 국립 가문 법령(1921년, 1924년)을 토착 문화 부흥자에게 제정하는 데 성공적인 입법적 추진력들로 완전하게 되었다.
리틀이털리들 안에서 이민자들은 신세계의 사회들을 창조하였다.  이탈리아어 협회들 - 신문, 극장, 교회, 상호 원조 사회, 휴양 클럽과 토론 사회들의 망상 조직은 이탈리아계 미국인의 민족 특유의 문화 출현을 야기시키는 도움을 주었다.  민속, 대중적과 높은 문화의 관점들은 환대의 선택권들의 정렬을 가져오는 이 환경에 혼합하였다.  더욱 큰 도시의 중심지들에서 살롱과 클럽 건물들은 이민자 남성들이 포도주를 마시고, 카드 게임들을 하는 동안 가끔 전통적인 인형극과 꼭두각시 쇼를 보였다.  1900년대 초반에 이탈리아어 극장이 수천명의 관중들에게 환대를 가져오고, "파르파리엘로"(Farfaiello)로 알려진 코미디 천재 에두아르도 밀리아코 같은 유명한 상연자들과 프로 연기 흥행단들의 경력을 유지하였다.  더욱 비공식의 수준에 이탈리아의 커피 하우스들은 가끔 밝은 희극, 영웅적인 비극과 드라마 클럽들에 의하여 후원된 방언을 등장시켰다.  이탈리아의 오페라는 대부분의 미국의 도시 중심지들에서 주요 산물이었고, 근로자 계급의 이탈리아 뮤직홀들은 나폴리 혹은 시칠리아의 노래들과 춤들의 공연들을 제공하면서 고객들을 끌어들였다.  밴드의 상연들과 합창의 연주회들은 정규적으로 이탈리아인 정착지들의 거리들에 상연되었다.  이민자들 중에 문맹률이 가끔 50 퍼센트 위로 올라왔어도 더욱 큰 도시들에 새로 온 사람들은 시, 소설, 논픽션과 짧은 이야기들과 온축과 함께 한 이탈리아어 서점들로 접근하였다.  1906년 한명의 뉴욕 서적상은 자신의 상품을 광고하는 데 176 페이지의 목록을 발간하였다.
리틀이털리들의 문화적 모범들은 끊임없이 전개되었으며 이탈리아에서 데리고 온 낡은 형성들과 미국에서 위조된 새로운 발명들 사이에 동력의 상호 작용을 위하여 마련하였다.  많은 이민자들은 미국에서 도착에 구세계의 축제와 의식들을 재창조하는 시도를 하였으나 미국인의 형성들과 직접 경쟁한 이들은 사라져 버렸다.  예를 들어 1월 6일 예수 공현 대축일의 축제는 이탈리아에서 주요 크리스마스 축제였으며, 어린이들을 위하여 선물들을 가져온 친절한 늙은 마녀 "라 베파나"(La Befana)의 방문을 나타냈다.  미국에서 더욱 인기있는 크리스마스 이브와 산타클로스가 이 전통을 대체하였다.
미국 사회로부터 더욱 보호된 그 문화적 형성들마저 경쟁되었다.  이민 정착자들은 동질의 존재들이 아니었다.  공동체의 다양한 일원들은 단체를 규정짓는 데 권리를 위하여 싸웠고, 지배를 위한 진행 중의 분투는 문화적 기호와 이벤트들을 고용하였다.
보통 이탈리아의 가톨릭 성직자에 의하여 원조된 상업과 정치적 엘리트들은 자율 전진의 의미들로서 이탈리아의 국수주의를 흥행하는 데 추구하였다.  이 권력들은 이탈리아의 공휴일들의 축제들과 콜럼버스, 시인 단테와 군사 지도자 주세페 가리발디 같은 이탈리아의 영웅들의 동상 기립들에서 거대한 동력을 투자하였다.
이 활동들은 매우 다른 문화와 정치적 목적들을 추구한 좌익 급진파들의 다양성에 의하여 도전되었다.  카를로 트레스카와 아르투로 조반니티 같은 무정부주의자, 사회주의자와 노동조합 지상 운동자들은 이탈리아계 미국인들을 세계 프롤레타리아의 일부로서 숙고하였고, 공휴일과  이 이미지를 반사하는 영웅들(움베르토 1세의 암살범 가에타노 브레시)들을 축제벌였다.  이 기호들은 또한 대량의 파업과 급진파들에 의하여 지도된 근로자의 시위 운동들에서 역할을 하였다.  그 동안 이탈리아계 미국인들의 다수는 지속적으로 구세계의 농민 문화들로부터 자신들의 신분의 거의를 얻었다.  이탈리아계 미국인의 현저한 축제인 콜럼버스의 날은 다수의 행렬들과 연회, 무도회와 공공적 수여식들과 함께 이 전부의 구성하는 요소들을 섞었다.
제1차 세계 대전은 이탈리아 이민자들을 위하여 야망적인 사이에 일어난 일을 증명하였다.  이탈리아의 미국과 동맹과 미국의 군사에서 많은 이민자들의 복무는 미국의 수납의 어떤 수준을 촉진시켰다.  전앵은 또한 넓은 사회에서 "100 퍼센트의 미국주의" 동화를 향한 강력한 추진력과 이탈리아인들 사이에 더욱 격렬한 국수주의를 발생시킨 상쇄 압력들을 일으키기도 하였다.  외국 출신의 현존이 강하게 남아있었어도 1924년 후에 이민 제한들이 이탈리아 이민을 멈추었다.  1920년대와 1930년대 동안 새로운 도착들이 느려지고, 2번째 세대가 성숙하면서 단체는 변하였다.

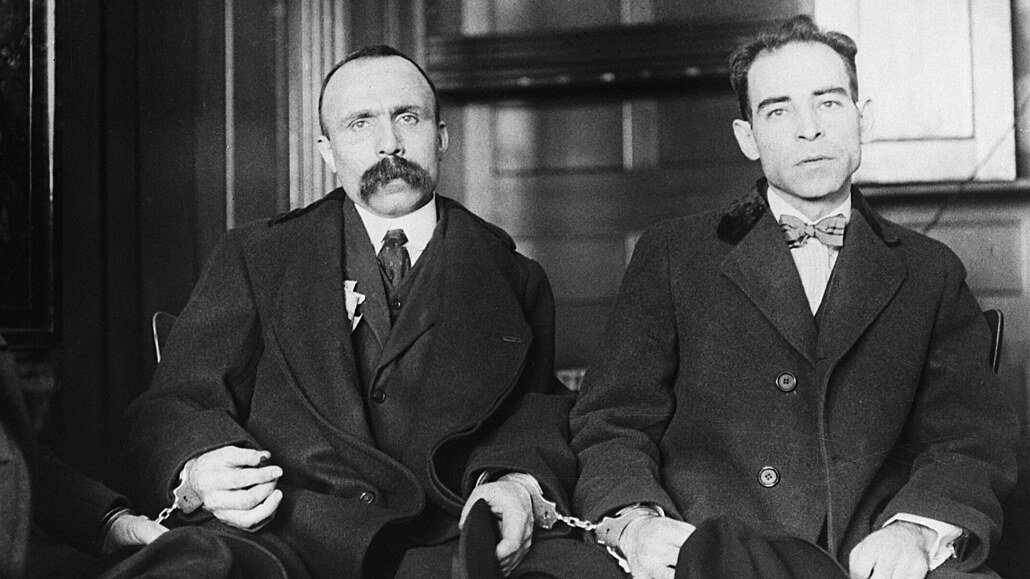
수갑을 찬 사코와 반제티

몇몇의 비판적 개발들은 양 대전 사이의 세월 동안 이탈리아계 미국인의 특성을 형성하였다.  국내적 금지령은 어떤 이탈리아계 미국인들이 성공적으로 주류 밀매 운영들을 통하여 개척한
무상으로 얻은 불법적 시장들을 마련하였다.  1920년대 동안 알 카포네 같은 이탈리아인들의 "갱스터" 이미지는 영화들과 인기있는 문학을 통하여 영속되었다.  니콜라 사코와 바르톨로메오 반제티의 축하된 사건은 더욱 단체의 국내적 이미지를 형성하여 위험한 급진파들로서 이탈리아인들의 개념을 서명 승낙하였다.
대공황이 초기의 경제적 획득들을 그늘지게 하여 가끔 이탈리아계 미국인들을 그들의 가족 중심의 민족적 공동체들로 돌아가는 데 강요하였다.  여기서 최근 생겨난 세대는 첫 세대와 자주 일어나는 논쟁에서 자신을 찾았다.  자신들의 부모들로부터 전달된 전통적 콘타디노 (contadino) 문화에 의하여 영향을 받은 2번째 세대들을 쉽지 않게 2개의 세상들을 엿보았다.
부분적으로 이 역학 때문에 리틀이털리들의 공동체 조직들은 변하기 시작하였다.  더욱 미국화된 2번째 세대는 대공황이 있는 동안 많이 쓰러진 이민자들에 의하여 창립된 낡은 이탈리아어 학회들로부터 외면하기 시작하였다.  이탈리아의 극장과 뮤직홀들은 예를 들어 크게 보드빌, 결성된 스포츠와 라디오 프로그램 등으로 양도하였다.  1920년대와 1930년댜 동안 이 변형들은 또한 이탈리아계 미국인들의 성원을 끌어들이는 데 디자인된 선전 운동들을 후원한 베니토 무솔리니의 파시즘 지배에 의하여 영향을 받기도 하였다.  프로미넨티(peominenti)는 정통적으로 이 의안 제출권들을 성원하였고, 가끔 파시스트의 기호들 (블랙 셔츠), 노래들 (파시스트의 국가 "Giovinezza")와 공휴일 (로마 진군의 주년)을 미국의 리틀 이털리들의 평면도와 구경거리로 넣었다.  작지만 음성적, 반파시즘의 요소가 반대에 존재하였고, 그것은 동치와 상징을 대신으로 썼다.  파시스트들에 의하여 살해된 사회주의자 자코모 마테오티에 추모들은 반파시스트 축제들의 고정물이 되었다.  거기서 이탈리아계 미국인의 문화적 세상은 갈라진 것으로 남아있었다.
미국으로 충성들을 근심하는 아무 의문들은 1941년 이탈리아가 미국에 전쟁을 선포할 때 견고하게 응답되었고, 동맹국을 상대로 미국의 분투를 원조하는 데 이탈리아계 미국인들은 서둘렀다.  50만 명 이상의 이탈리아계 미국인들이 미국 군사에 입대하여 이탈리아 작전을 포함한 전부의 무대들에서 복무하였다.  전쟁의 수고와 뒤이어 일어난 반공주의 운동이 일치, 충성과 애국주의를 강조하였고, 1940년대와 1950년대에 이탈리아계 미국인들이 편안하게 도가니로 들어가 정착하였다.  2번째 세대는 수납과 통합의 새로운 수준들을 산출하면서 특히 그 전쟁 복무와 전쟁 이후의 경제적 확장으로부터 이익을 얻었다.  1950년대에 그들은 실질적인 사회 이동성과 뒤얼킨 대량의 소비자 중심주의와 중류 가정의 가치들을 경험하였다.
제2차 세계 대전의 말기 이래 60만 명 이상의 이탈리아 이민자들이 미국에 도착하였다.  큰 퍼센티지는 대략 2만 3천 명으로 평균된 이탈리아 이민자들의 해마다의 총수의 시기였던 1965년 이민법의 통과된지 짧은 후에 왔다.  1974년의 시작에 이탈리아에서 향상된 경제적 상태들의 결과와 다른 이민을 받은 국가들에서 정책들의 변화로서 이민자들의 수가 착실하게 쇠퇴하였다.  1990년 3천 3백 명만의 이탈리아 이민자들이 미국으로 인정되었으나 831,922 명의 이탈리아 출신 나라에 남아 이탈리아어와 문화가 아직도 미국의 문화 모자이크의 일부라고 보증하였다.

## 공휴일

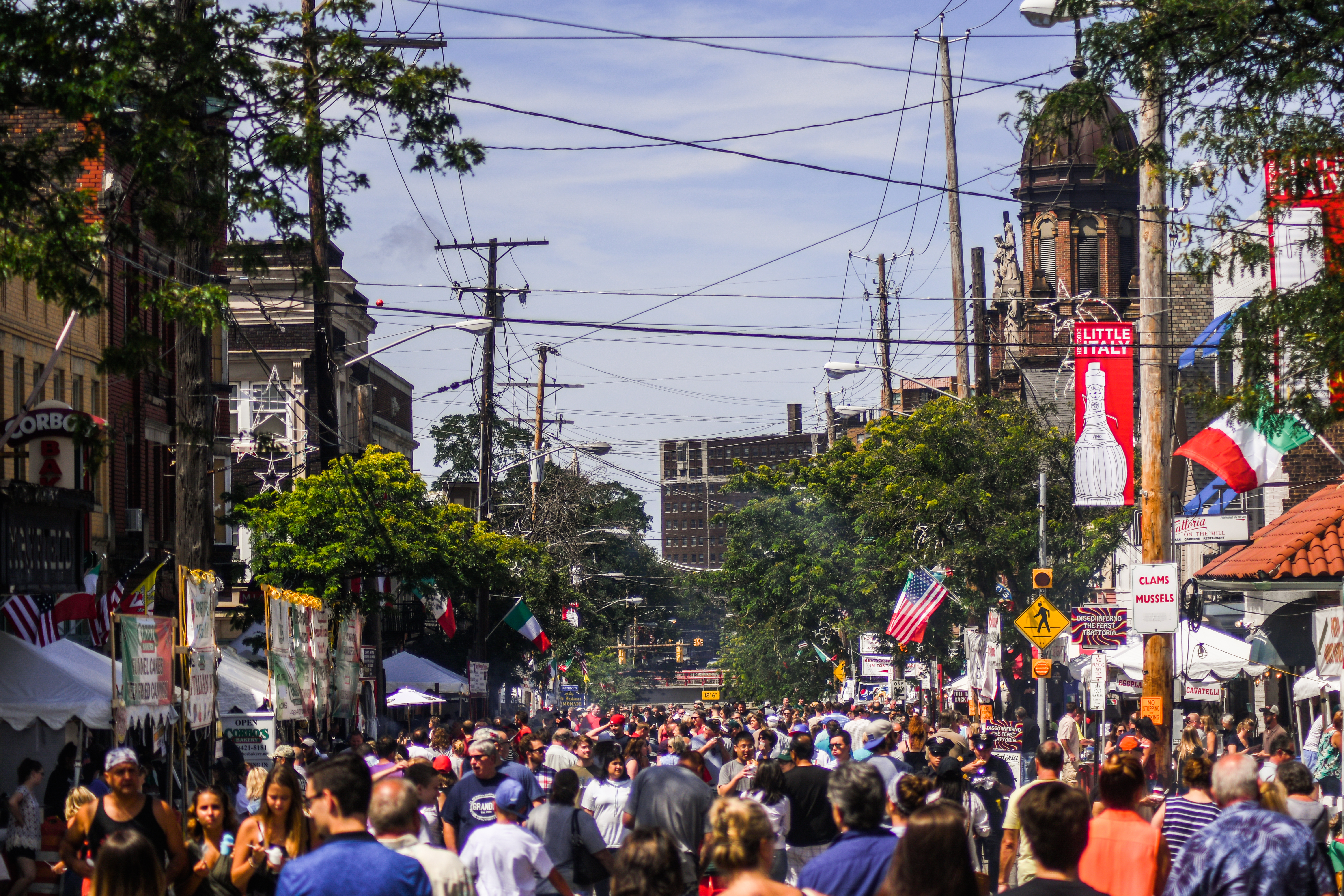
클리블랜드의 리틀이털리에서 열리는 성모 승천 축제

이탈리아의 주요 국경일들 - 공화국 건국일 (6월 2일), 국립 통일과 3군의 날 (11월 4일)과 노동절 (5월 1일)은 이탈리아계 미국인 사이에 공공적 축제의 행사들이 더 이상 아니다.  주님 공현 대축일 (5월 1일) 같은 어떤 종교적 공휴일들은 경과 통보 만을 받는다.  대부분의 이탈리아계 미국인들은 크리스마스, 새해의 날과 부활절을 축제벌이나 보통 아무 민족적 품성 없이다.  공공적 축제의 주요 경우들은 전형적으로 본질적인 이탈리아계 미국인의 국경일 콜럼버스의 날과 수호신들을 영예하는 축제의 주위에 회전하는 편이다.
뉴올리언스에서 성 요셉 대축일 (3월 19일)은 이탈리아계 미국인 공동체의 어떤 일원들에 의하여 축제가 벌여진다.  전통은 뉴올리언스의 이탈리아계 인구의 기원 시칠리아에서 시작되었다.  그 날은 일시적으로 성인을 위하여 음식 제공들을 실은 3 중층의 제단들의 건물에 의하여 기념되었다.  제단들은 정통적 대중들이 초대되면서 이탈리아인들과 연합한 민간 주택, 교회, 어떤 식당들과 공공 장소들에서 찾아진다.
성 요셉 대축일은 쿠키, 빵과 케이크를 구워 앞서 몇주들을 시작하였다.  2번이나 구운 비스킷과 참깨 씨가 담긴 종류 같은 쿠키들은 종교적 중요성과 형성들로 만들어질 수 있었다.  빵, 칸놀로, 해산물과 채소 음식들도 또한 제단에 찾아진다.  포르키아와 밀라노식 파스타 같은 음식들은 무드리가(mudriga)에 의하여 덮어졌다.  무드리가는 또한 성 요셉의 톱밥으로 불리며 빵가루와 설탕으로 만들어졌다.  공휴일이 거의 봄학기 동안 떨어지기 때문에 육류는 찾아질 수 없다.  음식에 추가로 제단은 가끔 성 요셉의 이미지, 집에서 자라난 꽃들, 촛불 등을 가졌다.
이탈리아 이민자들은 특별한 이벤트들을 위하여 전통적 의상, 포크 송, 민간 전승과 춤들을 이용하였으나 이탈리아 생활의 많은 국면들처럼 그들은 자신들이 쉬운 특성을 도전한 너무 지방적으로 특유하였다.

## 요리

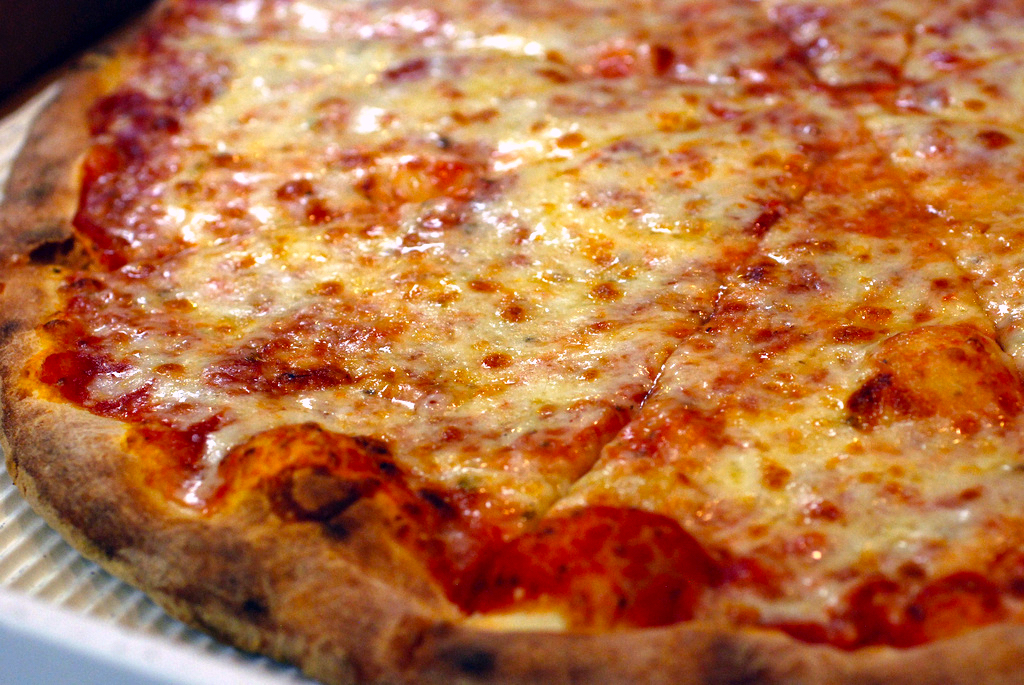
뉴욕 피자

이탈리아에서 하루 생활의 어려운 상대들은 절약하는 식사 습관을 구술하였다.  대부분의 농민들이 소비한 채소와 곡식들 (렌즈콩, 완두콩, 잠두, 옥수수, 토마토와 양파 등)에 기초를 둔 단순한 식사들은 각각의 지방에서 유행하였다.  가장 공동적인 민속을 위한 주요 산물은 굵은 흑빵이었다.
파스타는 사치였고, 농민들은 전형적으로 특별한 휴일에 한해에 2번 혹은 3번만 육류를 먹었다.  캄파니아주에서 장어, 프리울리에서 셀러리 수프와 비첸차에서 달팽이 요리가 접대되는 동안 피에몬테주에서 전통적 크리스마스 요리는 라비올리이다.
미국에서 많은 이민자들이 탁자를 보충하는 데 작은 뒤뜰의 정원 밭을 심고, 지속적으로 가능할 때는 언제나 소, 닭과 염소들을 길렀다.  향상된 경제적 상태들과 함께 파스타, 육류, 설탕과 커피는 더욱 자주 소비되었다.
미국에서 "이탈리아 요리"는 남부 이탈리아, 특히 토마토 소스에 풍부하고, 매우 양념이 들어있고, 파스타를 기초로 한 나폴리식 요리를 의미하러 왔다.  스파게티와 미트볼과 피자는 아마 미국에서 본질적인 이탈리아 요리들이다.  더욱 최근에 쌀과 옥수수와 버터를 기초로 한 음식들에 의하여 특성을 나타낸 북부 이탈리아 요리가 가정과 식당들에서 증가적으로 공동적 요리가 되었다.  마늘, 버섯과 다양한 타입의 견과들은 이탈리아 요리에서 찾아진 공동적 재료이다.  온건적 양들에서 소비된 포도주는 주요 산물이다.  전체로 봐서 이탈리아 요리들은 그들이 국가의 음식 레퍼터리로 들거가 받아들인 매우 인기가 있게 되었으나 엄하게 구세계의 형성들에서 아니다.  미국화된 음식들은 정통적으로 그들의 양념을 추가한 것에서 더욱 순하고, 구세계의 요리보다 더욱 표준화되었다.

## 교육
농민들의 문화는 형식적인 교훈에 적은 가치를 놓아 가족의 소득으로 가능할 만큼 곧 자식들이 공헌하는 데 추구하였다.  농민의 전망으로부터 교육은 부모의 지시를 통하여 도덕적과 사회적 가치들 사이에 주로 통과에 이루어져 있다.  남부 이탈리아에서 형식적인 교육은 공립 학교들이 국민의 시설들이 아니었던 이래 위로 향한 이동성의 의미있게 드물었다.  그들은 불신임적인 북부의 관료 정치에 의하여 부족하게 결성되고, 후원되고 그리고 관리되었고 가족 단결의 목적들로 양도로서 지각되었다.
이 태도들은 많은이들이 빠른 본국 송환을 계획하고, 어린이들의 품삯을 일흔 것에 약간의 이유를 본 미국에서 이민자들 사이에 강하게 남아있었다.  부모들은 또한 미국의 공립 학교들에서 가르쳐진 개인적 가치들에 대하여 걱정하기도 하였다.  "미국이 우리의 어린이들을 우리로부터 데려갔다."라는 말은 공동적인 비탄이었다.  그러므로 이탈리아인들 사이에 무단 결석 비율들은 높았고, 특히 전통이 결혼, 모성과 가정의 행로를 구술한 이래 교육이 불필요적으로서 항상 여겨져 온 여자들 사이에서였다.
학교들을 향한 적대는 문화로부터 뿐만 아니라 이동의 가능성들에 관한 경제적 필요와 현실주의의 심판으로부터 얻어졌다.  이민자들에게 억제된 고용의 선택들과 경제적으로 공헌하는 데 가족 일원들을 위한 필요를 주어 확장된 학교 교육은 약간의 보상들을 제공하였다.  부모들의 관점으로부터 가족의 집합적인 힘을 위협하는 것들은 위험하였다.  세대들은 번번히 형식적인 교육을 끝내고 직업을 찾는 요구들에 충돌하여 소득을 뒤집고, 아니면 다른 방향들에서 재정적으로 가족을 보조하였다.  제1차 세계 대전에 대비하여 이탈리아 어린이들의 1 퍼센트 적게 고등학교에 입학되었다.
1920년대와 1930년대에 2번째 세대가 오면서 미국은 서비스 경제를 향하여 움직였으며, 하지만 교육은 더욱 거대한 수납을 받았다.  이민자들의 자식들이 정통적으로 근로자 계급에 자기 몸을 지키는 데 남아있었어도 그들은 자신들의 교육을 넓히고, 가끔 직업 학교들에 참석하여 국가의 사무원, 부기 계원, 담당자와 판매원들 사이에 찾아질 수 있었다.  대공황에 의하여 생긴 경제적 침체는 직업 전망들이 제한된 이래 어떤 이민자들을 위하여 증가된 교육적 기회들에서 결과를 가져왔다.
이탈리아계 미국인들은 제2차 세계 대전 이후의 미국에서 중등 교육의 국가적 확장과 높은 교육의 장점을 택하는 데 잘 위치해 있었다.  그들은 제대 군인 원호법에 등록하는 데 망설였고, 1950년대와 1960년대에 아들딸들을 대학으로 보내기 시작하였다.  1970년대에 의하여 이탈리아계 미국인들은 형식적 교육의 대략 12년을 평균하였고, 1991년 단체는 서서히 12.7년의 국가적 의미를 앞섰다.

### 종교

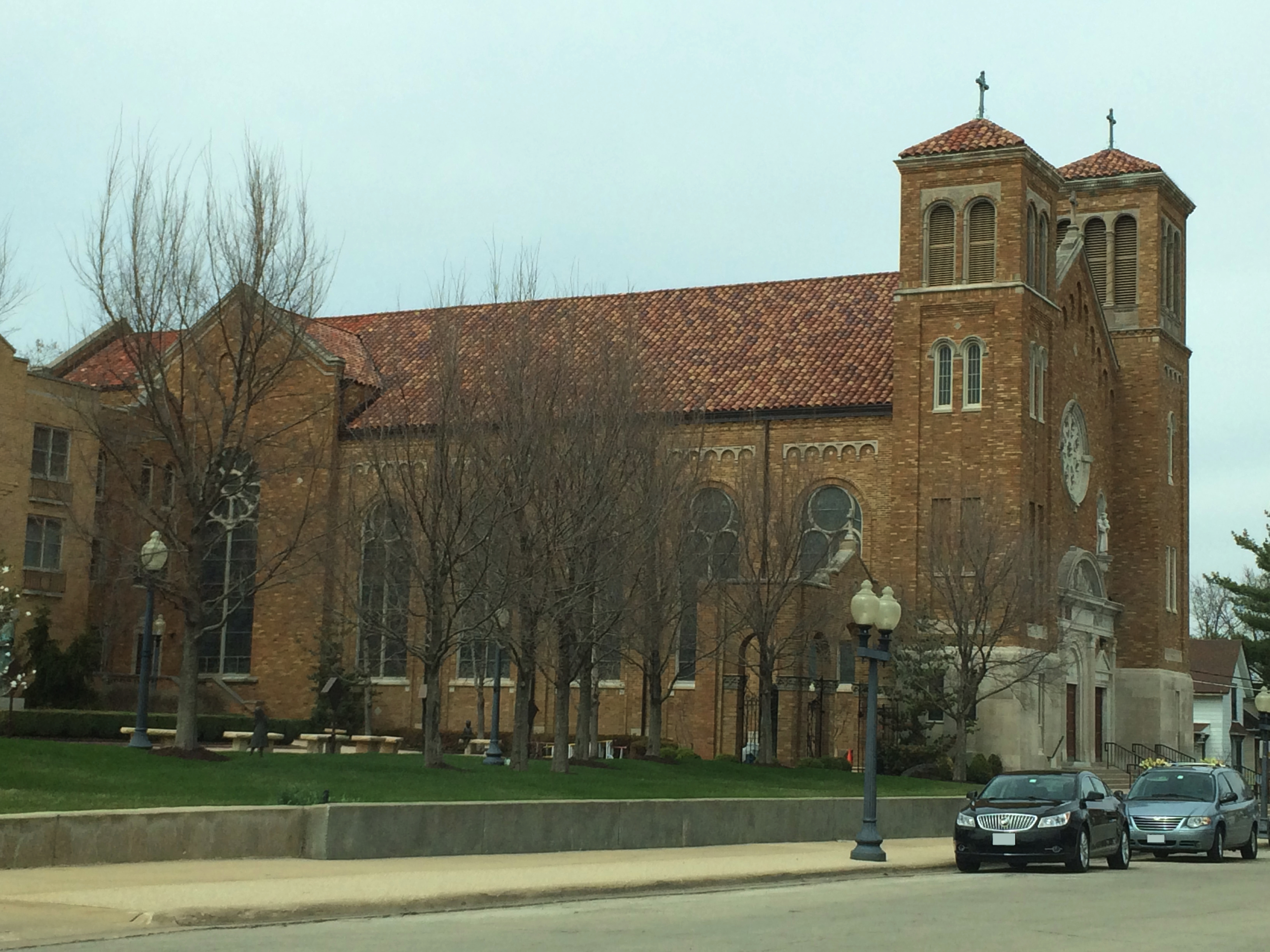
일리노이주 록퍼드에 있는 산안토니오 파도바 성당

이탈리아 이민자들이 압도적으로 로마 가톨릭교도였어도 그들의 신앙은 개인적이자 형식적인 교리 혹은 의식들과 함께 하는 데 가끔 적게 가진 축제의 날들과 농민의 전통들의 민속 종교였다.  그런 관례들은 미국의 아일랜드인이 지배한 가톨릭 교회에서 마주친 것들보다 거대하게 달랐다.  아일랜드계 미국인과 달리 대부분의 이탈리아인들은 성직자들을 위한 거대한 숭상 혹은 공식적인 교회의 관례를 지니지 않았으며 그들은 종교에 아일랜드인의 접근에 객관적, 금욕적과 지나치게 교의상으로서 그들이 여겨진 것을 싫어하였다.  이탈리아에서 있으면서 남성들은 지속적으로 교권 개입에 반대하는 전통들을 명시하고 결혼식과 장례식 같은 선발된 경우들 만에 미사에 참석하였다.
그들의 일부를 위하여 아일랜드의 성직자는 정통적으로 이탈리아인들을 다른 가톨릭교도들로 여기고, 가끔 그들을 최하부의 미사들로 좌천시켰다.  아일랜드계 미국인 계급 조직은 "이탈리아인의 문제"에 괴롭혀 혐의와 불신은 시초적으로 단체들 사이에 관계들의 특성을 나타내 이민자 세대 사이에 탈당과 교구들을 가르는 요구들로 이끌었다.  오늘날 교회의 지도권에서 이탈리아계 미국인들의 불균형하게 낮은 출석은 최소한 이 긴장한 관계의 부분적으로 유산에 있다.  개신교 선교사들은 이 개발들에 부주의하지 않았다.  많은이들은 개종들을 이기는 데 시도하였으나 매우 적은 성공들을 만났다.  "국가적 교구들"의 설립과 함께 가톨릭 교회들은 더욱 굳은 입장을 치고, 1900년 후에 이탈리아의 교구들이 급격히 증가하였다.  많은 정착지들에서 교구들은 민족적 신분의 의식, 사회적 서비스의 범위와 공동체 유착의 근원을 마련하는 초점들이 되었다.

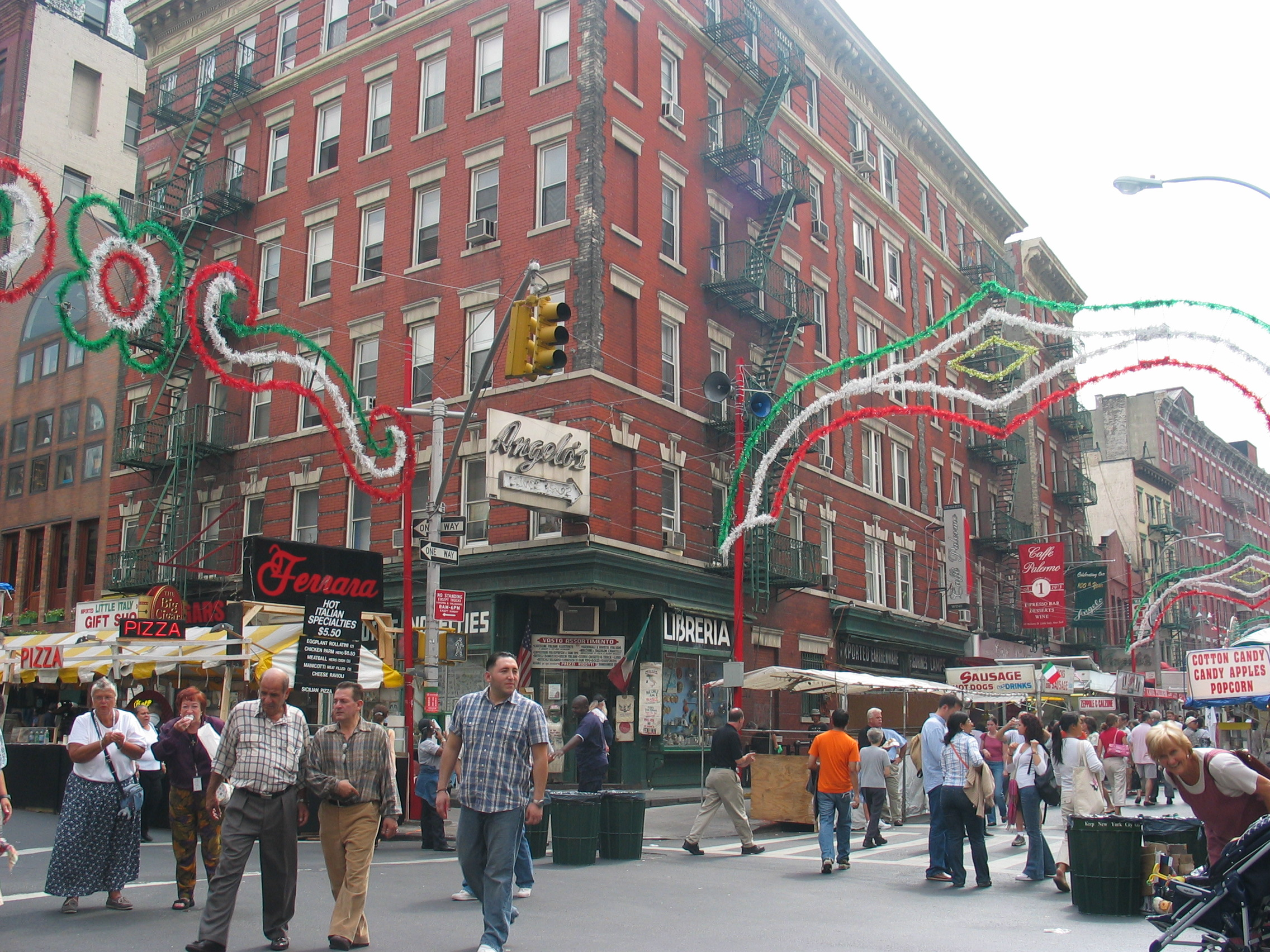
뉴욕에서 열리는 산젠나로 축제일

이탈리아 이민자 가톨릭은 지방의 수호신과 믿음, 축일과 협력된 실행들에 중심을 두었다.  축일은 영속된 지방 신분들에서만 보조하지 않으나 그들은 또한 이민자 신앙의 공공적 표현을 위한 의미들로서 치루어지기도 한다.  초기의 세월들에 축제일들은 고향의 것들을 복제하였다.  축제들은 더개한 축하식을 위한 특별한 일들이었으며, 음악, 행렬, 무용, 식사와 불꽃 놀이와 함께 완료된다.  높은 점들에서 산로코, 산주세페와 산젠나로 같은 지방 수호신들의 동상들이 행렬에서 리틀이털리들의 거리들을 통하여 들어졌다.
숭배자들은 행렬들이 교구를 향하여 움직이면서 거리들에 줄을 섰고, 그들은 동상에 적은 돈으로 겨루고, 플랫폼들에 선물들을 놓거나 다양한 참회들을 이룬다.  아일랜드의 고위 성직자들은 번번히 이런 이벤트들을 금지시키는 데 시도하여 그들을 이교도의 의식과 공공적 광경으로 보았다.
2번째와 그 후의 세대들이 성숙기로 자라나면서 종교적 준수와 믿음의 엄격한 구세계 형식들의 대부분은 버려졌으며, 어떤이들이 이탈리아계 미국인의 가톨릭의 "아일랜드화"로 불린 것으로 이끌었다.  맨해튼의 리틀이털리에서 열리는 산젠나로 축제일은 그 점에서 경우이며, 나폴리인들 만에 의하여 한번 벌여진 것이 이제 100 마일 떨어진 곳으로부터 이종의 관중들을 끌어들인다.

### 고용과 경제적 전통들

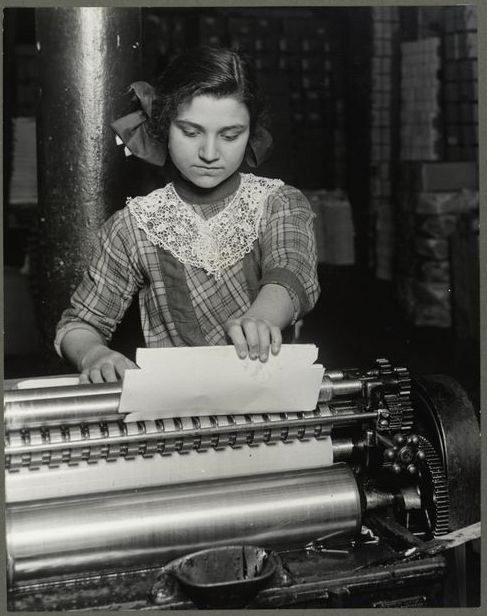
종이 - 상자 공장에서 일하고 있는 14세의 이탈리아계 소녀

대량의 이주의 세월들을 통하여 이탈리아인들은 비숙련, 근육 노동의 계급들에서 거대하게 밀집하였다.  부분에서 이 일은 남성들이 구세계의 실력들을 맞춘 실외의 직업들에 호의를 가진 문화적 우선권과 비상금과 함께 이탈리아로 빠르게 돌아가는 순서에서 준비적으로 유용한 고용을 추구한 이민자 전략들로부터 결과를 가져온 것으로 보인다.  그러나 미국의 고용인들은 또한 많은이들이 이탈리아인들을 실내의 직업 혹은 중공업을 위하여 어울리지 않은 것으로 여긴 이래 직위들의 선택을 강요하였다.  이민자들은 번번히 건설 지대, 철도, 광산들과 공공 사업 프로젝트들에 계절적 사업에 종속하였다.  남성 고용은 가끔 이민자 근로자들과 미국인 고용인들의 일단 사이에 촌뜨기들이 중매인으로 근무한 "보스 시스템" 아래 운영되었다.  결혼한 여성들은 정통적으로 가정에서 일하여 집안일들에 집중하거나 하숙인들이 산업적 부업들에 참석하도록 지키거나 가족이 운영하는 상점들을 보조하면서 가정에 기초를 둔 일들을 하였다.  더욱 큰 도시의 중심지들에서 결혼하지 않은 여성들은 집의 외부에서 일을 하였고, 가끔 전이탈리아인 단체들과 함께 노동을 하였다.
어떤 리틀이털리들은 자신들 소유의 완전한 경제적 구조를 성원하는 데 충분히 컸다.  이 위치들에서 작은 수입 점포, 상점, 식당, 생선 상인들과 꽃 상인들이 무산 계급에 놓여 민족적 거주지 안에서 위로 향하는 이동을 위하여 기회들을 마련하였다.  많은 도시들에서 이탈리아인들은 과일과 채소 행상, 제과점, 구두닦이, 아이스크림 장사 같은 확실한 도시의 교역들을 지배하였다.  이민자들의 일부는 전형적으로 구두를 만들고, 수선하고, 목수, 이발사 같은 자신들의 구세계의 기능들을 모사한 숙련된 기능공들이었다.
작업복을 입은 육체 노동자들의 종사들에서 이탈리아계 미국인들의 밀집한 집중은 2번째 세대로 들어가 지속되어 형식적 교육과 국가의 경제적 원동력을 향하여 숙고하는 경력 선택들과 태도들로부터 끌어냈다.  이탈리아인들은 번영의 1920년대 동안 미숙련 계급들의 밖으로 진출들을 이루기 시작하였으나 대공황이 일어나는 동안 많은 이익들이 그늘지게 되었다.  이 상태들로 응답에서 부분적으로 이탈리아인들 - 남성과 여성 둘다 1930년대 동안 결성된 노동으로 거대하게 움직여 들어가 CIO 산업 조합들을 찾았다.  이탈리아계 미국인들 사이에 조합 일원들은 의미적으로 자라났으며 1937년에 AFL 국제 여성 의상 근로자 조합은 뉴욕 지역 홀로에서 거의 10만 명의 이탈리아인 회원들이 있던 것을 세어냈다.  동시에 여성들은 서비스와 성직자의 직위들에서 출석이 되었다.
제2차 세계 대전 후에 많은 봉급 생활자의 점유권에서 미국 경제의 용이한 개장들에서 구조 변화들이 일어날 때 이탈리아계 미국인들의 점유 선택들이 급진적으로 옮겨졌다.  이탈리아계 미국인들은 이 경제적 변화들의 장점을 택하는 데 전략적으로 상황들에 놓여 경제적 확장이 일어나 높은 교육으로 들어가는 데 준비가 된 도시 지역들에서 밀집되었다.  1960년대 이래 이탈리아계 미국인들은 중산층, 감독점과 프로적 계급들에서 완고하게 근거를 두게 되었다.  단체로서 1991년 그들은 소득과 직업의 위세에서 국내적 평균들을 동등히 하거나 앞섰다.

### 정치와 정부
이탈리아인들은 미국의 정치적 진행에서 부분을 차지하는 데 느렸다.  초기 이민의 일시적인 환경의 이유로 몇명은 투표하는 데 명령에서 귀화를 이루는 데 시간을 끌었다.  반정부 태도들, 예를 들어 도둑으로서 정부의 예측도 또한 참가를 제한시켰다.  그러므로 이탈리아의 투표인들은 시초적으로 정치적 권력으로 분석하지 않았다.  초기의 정치적 활동은 성원을 위하여 이민자들이 귀환에서 호의들을 제공한  아일랜드의 민주당 두목들을 전형적으로 마주친 도시의 기계적 수준에서 자리를 차지하였으나 열망하는 이탈리아계 정치인들을 가끔 봉쇄하였다.  이런 도시들에서 직위들을 추구한 그 이탈리아인들은 번번히 공화당으로 표류하였다.
1920년대 동안 귀화율은 증가하였으나 다음 10년간 세월은 정치적 위기에 의하여 특정을 이루었다.  1930년대 동안 이탈리아계 미국인들은 민주당의 뉴딜 연정에 가입하여 많은이들은 그렇게 하는 데 처음으로 정치적으로 활동적이 되었다.  무소속이자 어쩌다 공화당원이던 피오렐로 라과디아와 좌익의 비토 마캔토니오는 이 확장으로부터 이득을 얻었다.  강한 연합의 인연들과 집중된 도시의 단체로서 이탈리아인들은 프랭클린 D. 루스벨트 대통령의 국내 성원의 중요한 요소를 구성하였다.  이탈리아인들을 지속한 민주당은 1940년 이탈리아의 프랑스 공격을 비난한 루스벨트의 "뒤에서 단도"라는 연설에 의하여 흔들렸으나 전체로 봐서 단체는 당에 강한 위임을 유지하였다.  1970년대 초반에 이탈리아계 미국인들의 17 퍼센트 만이 등록된 공화당원들 (45 퍼센트는 등록된 민주당원들) 이었으며, 많은이들이 최근의 대통령 선거들에서 공화당을 투표하기 시작하였다.  로널드 레이건과 조지 H. W. 부시 대통령은 둘다 강한 이탈리아계 미국인 다수에 의하여 성원되었다.  전체로 봐서 단체들은 좌익으로부터 정치적 중도를 향하여 옮겼다.  1991년으로 봐서 이탈리아계 미국인 투표인의 등록들은 35 퍼센트가 공화당, 그리고 32 퍼센트가 민주당이었다.
2번째와 3번째 세대들의 성숙기, 증가한 교육과 더욱 거대한 재산의 획득, 그리고 더욱 넓은 사회에 의하여 수낙의 높은 수준과 함께 제2차 세계 대전 후에 이탈리아계 미국인들의 정치적 상승이 왔다.  이탈리아계 미국인들은 도시와 주의 직무들에서 잘 대표되었으며 연방 정부, 특히 사법 제도에서 중간 계급들을 통과하기 시작하였다.  1970년대와 1980년대에 거기에는 이탈리아계 미국인 내각 일원, 주지사, 연방 재판관과 주립 입법자들이 있었다.  1930년대 동안 4명 만의 이탈리아계 미국인들이 의회에 앉았으나 1980년대에 30명 이상이 의회에 근무하였고, 1987년에는 3명의 이탈리아계 상원들이 있었다.  1984년 민주당 부통령을 위하여 제럴딘 페라로의 후보직, 미국의 정치적 강연에서 뉴욕주지사 마리오 쿠오모의 높은 자세와 미국 대법원으로 안토닌 스칼리아의 임명은 단체의 정치적 중요성의 직설법이었다.
제2차 세계 대전 이래 대부분의 이탈리아계 미국인들은 이탈리아의 정치적 사건들에 크게 관련되지 않거나 무시하는 것으로 남아있었으며, 전쟁과 이른 초기의 파시즘과 작은 충돌에 의심이 없었다.  그들은 홍수와 지진들 같은 시기의 자연적 재앙들이 일어나는 동안 구제 원조를 위하여 간청들에 매우 반응하여 왔다.

### 개인적과 단체적 공헌들
이탈리아인들은 두드러진 개인적들이 미국인의 생활의 모든 국면에서 사실상 나타난 그렇게 크고 다향한 단체를 구성하였다.

## 학구적인 세계
로렌초 다 폰테(1747년 ~ 1838년)는 컬럼비아 대학교에서 이탈리아어 문학에 과정을 강의하였고, 1830년대 맨해튼에 첫 이탈리아 오페라 하우스를 후원하였다.  1977년 예일 대학교의 총장이 되는 데 대비하여 A. 바틀렛 자매티(1938년 ~ 89년)는 영어와 비교의 문학의 두드러진 학자였다.  그는 내셔널 리그의 커미셔너가 되는 데 총장직을 사임하였다.  피터 샘마티노(1904년 ~ 92년)는 페얼리 디킨슨 대학교를 창립하기 전에 뉴욕 시티 칼리지와 컬럼비아 대학교에서 강의하였다.  그는 교육의 다양한 관점들에 14권의 책을 펴냈다.

## 비지니스

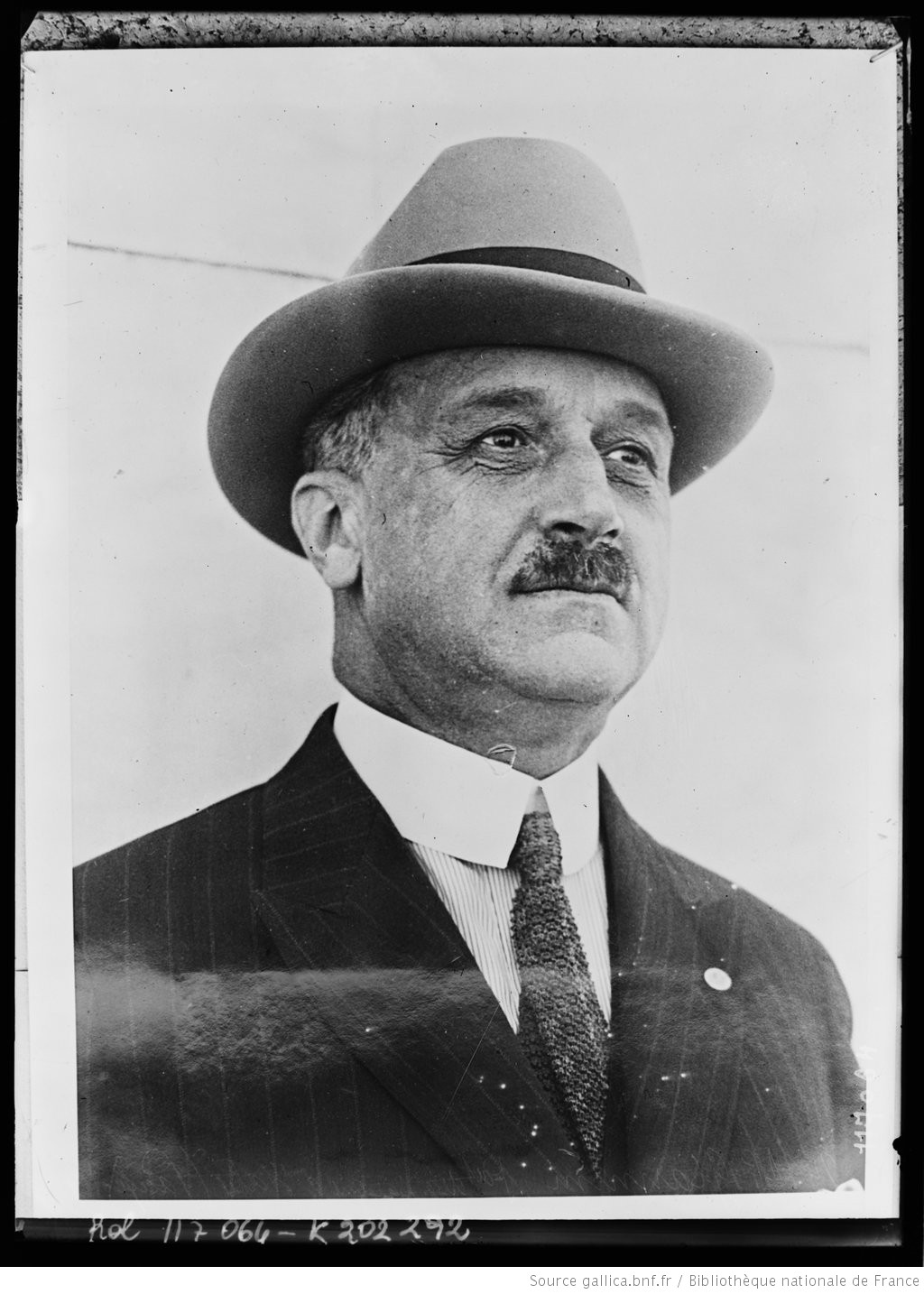
아메데오 잔니니

아메데오 P. 잔니니(1870년 ~ 1949년)는 1904년 샌프란시스코의 이탤리언 노스비치 구역에서 상점 정면의 은행을 시작하였다.  1906년에 지진이 일어난지 즉시 후에 그는 거주민들이 재건하는 데 기부금을 승인하기 시작하였다.  잔니니는 후에 지점 은행업을 운영하고, 초기의 영화 산업에 융자하는 데 개척하였다.  잔니니의 뱅크 오브 아메리카는 결국적으로 미국에서 가장 큰 은행이 되었다.  리 이아코카(1924년 ~ 2019년)는 1970년 포드 모터 컴퍼니의 회장이 되었다.  이아코카는 거의 파산에 이른 크라이슬러 주식회사를 차지하는 데 8년 후에 포드사를 떠났다.  그는 자신의 얼굴이 즉시 인정되게 만든 자신의 개인적 텔레비전 광고들을 통하여 부분에서 회사를 구출하였다.  이아코카는 자유의 여신상과 엘리스섬 같은 이 국내적 기념비들을 성원한 자유의 여신상/엘리스섬 창립의 의장으로서 4년을 보내기도 하였다.

## 텔레비전, 영화와 연극
프랭크 캐프라(1897년 ~ 1991년)는 20개 이상의 영화들을 감독하였고, 최고 감독상을 위한 아카데미상을 3번이나 수상하였다.  상박의 낙천주의와 찍어진 그의 영화들은 "Capra - corn"으로 알려지게 되었다.  캐프라는 《어느날 밤에 생긴 일》(1934년), 《위대한 지그펠트》(1936년)와 《우리들의 낙원》(1938년)을 위하여 자신의 오스카상을 수상하였으나 그는 또한 《잃어버린 지평선》(1937년), 《스미스씨 워싱턴에 가다》(1938년)와 《멋진 인생》(1947년)으로 잘 알려지기도 한다.  캐프라는 영화 예술 과학 아카데미의 회장으로서 4개의 기간들, 그리고 전미감독협회의 회장으로서 3개의 기간들을 지냈다.  프랜시스 포드 코폴라(1939년 ~ )는 마리오 푸조의 가장 잘 팔린 소설의 개작 《대부》의 감독으로서 국제적 명성을 얻었다.  영화는 최고작품상을 포함하여 몇개의 아카데미상을 수상하였다.  다수의 다른 영화들 중에 코폴라는 대부에 2개의 속편들을 만들어 이 3부작의 2편은 1974년에 나와 최고작품상을 포함한 다수의 아카데미상을 수상하였다.
영화 감독이자 영화 각본 작가 마틴 스코세이지(1942년 ~ )는 《비열한 거리》(1973년), 《택시 드라이버》(1976년), 《레이징 불》(1980년)과 《좋은 친구들》(1990년)을 감독하여 전부 자신의 청년기의 도시적과 민족적 환경으로부터 나온 것들이었다.  영화 배우, 각본 작가이자 감독 실베스터 스탤론(1946년 ~ )은 이 분류들의 각각에서 명성을 얻었다.  그는 최고작품상을 포함한 아카데미 상을 수상하고, 그 4개의 속편들을 산란한 《록키》와 《람보》 시리즈에서 타이틀의 인물로서 가장 잘 알려져있다.  자신의 경력이 몇몇의 10년간 세월에 걸친 돈 아미치(1908년 ~ 1993년)는 보드빌에서 상연하고 라디오 연속물에 나오며 4개의 영화들에 출연하였다.  아미치는 《알렉산더 그레이엄 벨의 이야기》(1941년)에서 처음으로 국내적 환호에 성취를 이루었고, 많은 영화들에 출연하여 《코쿤》(1986년)에서 자신의 연기로 남우조연상을 수상하였다.  어니스트 보그나인(1915년 ~ 2012년)은 《여기에서 영원으로》에서 난폭한 교도관 같은 자신의 초기 연기 경력을 악역으로 나오면서 보냈으나 자신이 아카데미상을 수상한 《마티》(1956년)에서 브롱크스의 정육점 주인 역과 함께 미국인들의 마음들을 사로잡았다.  무대, 텔레비전과 영화 배우이자 가수 라이자 미넬리(1946년 ~ )는 1972년 《카바레》로 아카데미상, 《Z과 함께 한 라이자》로 에미상, 그리고 《액트》(1977년)로 토니상을 수상하였다.

## 문학
피에트로 디도나토(1911년 ~ 92년)은 1939년 비판적 환호로 고전적 이탈리아 이민자의 소설 〈콘크리트에 크리스트〉를 발간하였다.  그는 또한 〈빛의 3개 동아리〉(1960년)와 〈성모 카브리니의 일생〉을 포함한 후기의 작품들에서 이민자들의 경험을 사로잡기도 하였다.  소설가 제리 맨조니(1909년 ~ 98년)은 뉴욕주 로체스터에서 시칠리아계 미국인들 중에 자신의 교육을 묘사한 자서전 〈알레그로산〉(1943년)을 썼다.  맨조니는 또한 그의 작품 〈시칠리아에서 재결합〉(1950년), 〈대규모의 민족〉(1978년)과 벤 모릴과 저서한 〈이야기:이탈리계 미국인의 경험의 5개의 세기들〉(1992년)로 알려지기도 하였다.  게이 탤리즈(1932년 ~ )는 뉴욕 타임스의 기자로서 자신의 경력을 시작하였으나 후에 〈왕국과 권력〉(1969년), 〈그대의 아버지를 공경하라〉(1971년)와 〈그대의 이웃의 부인〉(1980년)을 포함한 그의 국내적 베스트셀러들로 명예를 얻었다.  탤리즈의 〈아들들에게로〉(1992년)는 자신 가족의 이민자 경험을 다루었다.  로런스 펄링게티(1919년 ~ )의 시는 1950년대와 1960년대 동안 비트 제너레이션의 본질을 사로잡았다.  그의 샌프란시스코 서점 "시티 라이츠 북스"는 문학 활동들을 위하여 모여든 장소가 되었다.  시인, 번역가이자 문학의 비평가 존 차디(1916년 ~ 86년)는 시와 비판의 40권 이상 책을 발간하였고, 〈Saturday Review〉의 장기적 시의 편집자로서 문학의 세계에 깊이 영향을 주었다.  소설가 마리오 푸조(1920년 ~ 99년)는 그 영화 개작들에 1천 만장의 초본과 다수의 관중들을 도달한 1969년 〈대부〉에 대비하여 〈어두운 무대〉(1955년)와 〈행운의 필그림〉(1965년)의 2개의 비판적 성공작을 펴냈다.  시인, 소설가이자 수필가 헬렌 배롤리니는 자신의 작품 〈움베르티나〉(1979년)와 〈꿈의 책〉(1985년)에서 이탈리아계 미국인 여성들의 경험을 탐험하였다.

## 음악
프랭크 시나트라(프랜시스 앨버트 시나트라)(1915년 ~ 98년)는 1930년대 후반에 해리 제임스 밴드와 노래를 부르기 시작하여 토미 도시 밴드로 옮겨 그러고나서 1940년대 초반에 미국의 첫 10대 아이들이 되어 "crooner"로서 스타덤에 올랐다.  영화로 옮긴 시나트라는 1946년에 발포된 연기에서 자신의 새로운 경력을 설립하였다.  그는 1953년 《여기에서 영원으로》(1953년)에서 자신의 상연으로 아카데미상을 수상하였다.  1954년 이래 시나트라는 31개의 영화를 만들고, 최소한 800개의 레코드를 내었으며 다수의 자선 정세에 참가하였다.
마리오 란자(1921년 ~ 59년)는 라디오, 콘서트, 녹음과 영화들에 나온 유명한 테너였다.  보컬리스트이자 텔레비전 스타 페리 코모(1913년 ~ 2001년)는 1950년대 미국의 가장 유명한 텔레비전 쇼를 사회보았다.  록 음악인이자 보컬리스트, 작곡가인 프랭크 자파(1940년 ~ 93년)는 1960년대에 영향적인 록그룹 마더스 오브 인벤션을 창립하였다.  자신의 사회적 풍자와 음악적 창의력으로 알려진 자파는 1970년부터 1972년까지 3년 동안 "올해의 팝 음악인"으로 임명되었다.

## 정치

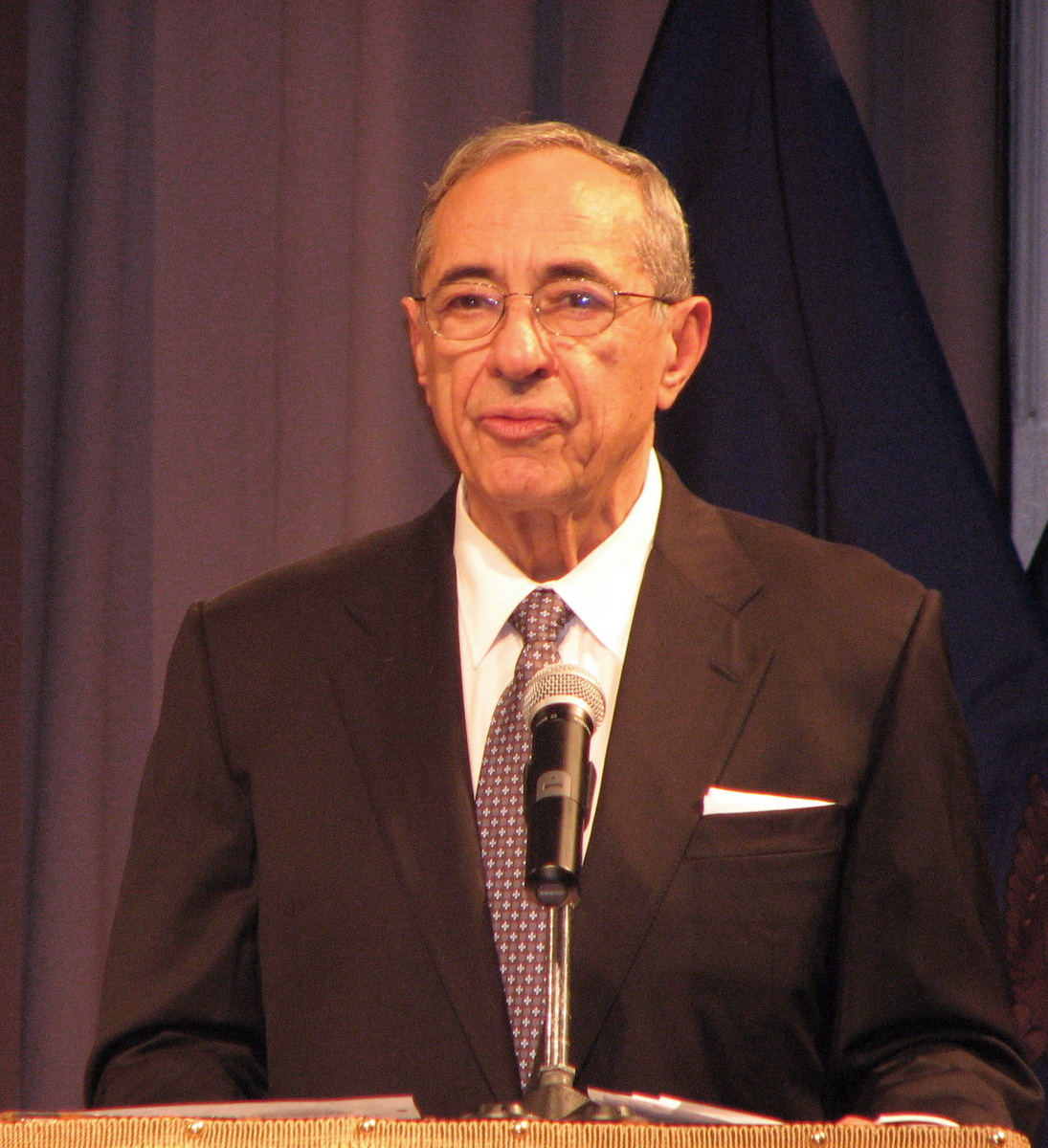
첫 이탈리아계 미국인 뉴욕주지사 마리오 쿠오모

피오렐로 라과디아(1882년 ~1947년)는 자신이 3개의 기간들 (1934년 ~ 45년)을 지낸 뉴욕의 시장으로서 국내적 명성을 얻었다.  일찍이 라과이다는 미국 의회에서 공화당 대표로서 6개의 기간을 지냈다.  "작은 꽃"으로 알려진 라과디아는 부패하지 않고, 열심히 일하고, 그리고 자비로운 행정가로서 평판을 얻었다.  존 패스토리(1907년 ~ 2000년)는 로드아일랜드주지사로 선출된 첫 이탈리아계 미국인이었다.  1950년 그는 미국 상원에서 그 주를 대표하였다.  제럴딘 페라로(1935년 ~ 2011년)는 자신이 민주당 대통령 후보 월터 먼데일과 함께 나간 1984년 대통령 선거에서 주요 정당에 의하여 부통령을 위한 후보직을 얻은 첫 여성이었다.  그녀의 초기 경력은 뉴욕주에서 보조 지방 검사와 미국 의회에서 2개의 기간을 지낸 복무를 포함하였다.  마리오 쿠오모(1932년 ~ 2015년)는 1982년 뉴욕주지사로 선출되었고, 그 이래 2번이나 재선되었다.  주지사로서 자신의 선거에 대비하여 쿠오모는 부지사와 뉴욕의 장관을 지냈다.
컬럼비아 특별구를 위한 미국 지방 법원의 연방 재판관 존 시리카(1904년 ~ 92년)는 워터게이트 사건의 재판들을 사회하였다.  그는 1973년 타임 올해의 인물로 임명되었다.  안토닌 스칼리아(1936년 ~ 2016년)는 1986년 대법관으로 임명되었을 때 미국 대법원에 앉히는 데 첫 이탈리아계 미국인이 되었다.  루돌프 줄리아니(1944년 ~ )는 뉴욕주의 남부 지방 검사로서 많은 세월 동안 지냈고, 결성된 범죄와 공공적 부패에 대항하는 전쟁을 수행하였다.  1993년 그는 뉴욕 시장으로 선출되었다.

## 종교
에우세비오 키노 신부(1645년 ~ 1711년)는 3개의 10년 세월 동안 멕시코와 애리조나의 원주민들 사이에 일한 예수회 성직자로 20개 이상의 선교 교회들을 설립하고, 넓은 지역들을 탐험하고, 농업과 가축 사육의 새로운 방법들을 소개하였다.  로마 가톨릭교회에 의하여 수호되는 데 첫 미국인 프란치스카 사베리아 카브리니는 남북아메리카를 통하여 가난한 이탈리아 이민자들과 일하면서 자신의 예수 성심의 선교 수녀들을 위하여 학교, 고아원, 병원과 수련원들을 열었다.

## 과학과 기술
무솔리니의 파시스트 지배로부터 난민으로 들어온 엔리코 페르미(1901년 ~ 54년)는 "원자력의 아버지"로 여겨진다.  페르미는 1938년 중성자 폭격에 의하여 산출된 자신의 새로운 방사성 동위 원소들의 동인으로 노벨 물리학상을 수상하였다.  그는 첫 원자탄을 생산하는 데 제2차 세계 대전이 일어나는 동안 맨해튼 프로젝트와 일하여 1942년 12월 2일 세계의 첫 자급 자족의 연쇄반응을 이루었다.  살바도르 루리아(1912년 ~ 91년)는 분자생물학과 유전공학의 개척자였다.  1969년 자신이 매사추세츠 공과대학교의 기능 회원이었던 동안 루리아는 자신의 바이러스들에 공적으로 노벨 생리학·의학상을 수상하였다.  리타 레비몬탈치니(1909년 ~ 2012년)는 1986년 자신의 세포생물학과 암의 연구로 인하여 노벨 생리학·의학상을 수상하였다.  페르미의 학생 에밀리오 세그레는 1959년 자신의 반양자의 발견으로 노벨 물리학상을 수상하였다.

## 스포츠

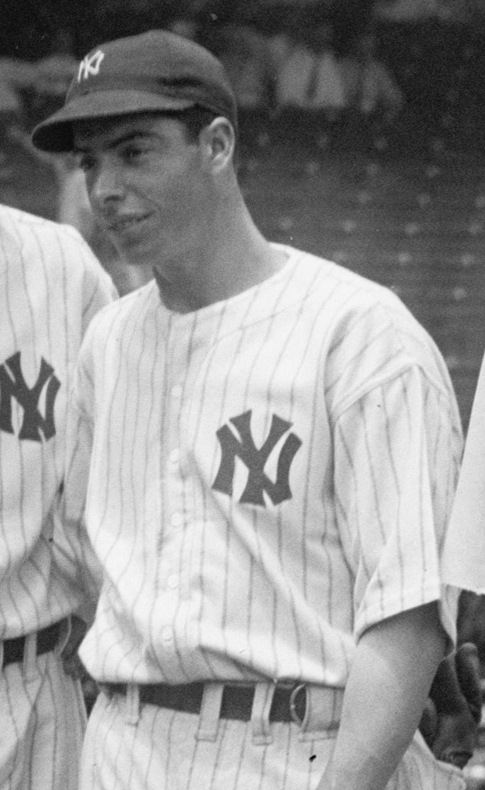
뉴욕 양키스의 유명 선수 조 디마지오

"양키 클리퍼"로 알려진 조 디마지오(1914년 ~ 99년)는 야구에서 거대한 생존 선수로 투표되었다.  디마지오는 1941년 자신의 56개 연속적 경기 안타 기록을 세웠다.  1936년부터 1951년까지 디마지오는 뉴욕 양키스를 10개의 월드 시리즈 우승으로 이끌어 .325의 일생 타구 평균과 함께 은퇴하였다.  그의 사망 당시 빈센트 롬바디(1913년 ~ 70년)는 프로 미식축구에서 가장 연승의 감독이었고, 미국 스포츠에서 고집과 위탁의 인격화로 알려졌다.  그린베이 패커스의 총감독으로서 롬바디는 1967년과 1968년 2개의 수퍼볼을 포함하여 1960년대 동안 팀을 다수의 컨퍼런스, 리그와 월드 타이틀들로 지도하였다.  로키 마시아노(본명 로코 프랜시스 마케자노, 1924년 ~ 69년)는 단 한명의 무패 헤비급 권투 챔피언으로 자신의 싸움들을 전부 이겼다.  "브록턴의 폭탄"으로 알려진 마시아노는 1952년 저지 조 월컷에 헤비급 챔피언십을 우승하여 1956년 자신의 지원적 은퇴와 함께 보유하였다.  미들급 권투 챔피언 로키 그라지아노(본명 로코 바벨라, 1919년 ~90년)는 토니 제일과 자신의 고전적 한판 승부들로 가장 잘 알려졌다.  17년간 뉴욕 양키스를 위하여 포수로 활약한 미국 야구 명예의 전당 헌액자 요기 베라(1925년 ~ 2015년)는 1946년부터 1963년까지 지속된 경력을 즐겼다.  그는 또한 뉴욕 메츠와 휴스턴 애스트로스를 포함한 몇몇의 프로 야구 팀들의 코치와 감독을 맡았다.  조 개러졸라 시니어(1926년 ~ 2016년)는 세인트루이스 카디널스(1946년 ~ 51년)와 다른 메이저 리그 팀들과 함께 활약하였다.

## 게임

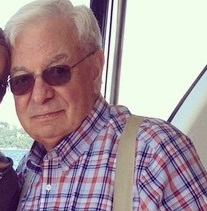
슈퍼마리오 시리즈에 영감을 준 건물주 마리오 시갈리.

저 이름도 유명한 슈퍼마리오 시리즈가 이탈리아계 미국인 부동산 업자인 마리오 시갈리라는 인물 덕분에 생겨났다. 닌텐도 미국지사는 마리오 시갈리 소유의 건물을 임대하여 지내게 되었는데 매출적자로 인해 임대료를 지불하지 못하고 있었다. 이에 열받은 마리오 시갈리는 닌텐도 직원들에게 찾아와서 항의했고 이에 그 건물주의 외모와 이름을 본 닌텐도 직원들은 이 건물주에서 아이디어를 얻게 되었고 이후 《동키콩》에 나왔던 이름모를 점프맨에 그 '마리오'라는 이름을 지어준 뒤 그 점프맨의 외모도 마리오 시갈리와 비슷하게 바꾸고 배관공이라는 직업, 버섯왕국의 공주인 피치 공주를 악의 거북이 쿠파로부터 구출한다는 시나리오 등의 설정을 덧입혀가면서 그 점프맨 마리오를 주인공으로 한 여러 가지 작품들을 만들어 큰 흥행을 거두었고 이로 인해 닌텐도는 막대한 수입을 올리게 되었다.
이후 닌텐도는 원래 하던 마작, 장기, 화투, 바둑 등의 사업보다 비디오 게임 사업에 더 비중을 두게 되었으며 그 중에서도 슈퍼마리오 시리즈를 주력사업으로 삼아 엄청나게 많은 시리즈를 만들어냈고 슈퍼 마리오브라더스 3 시점부터 이 작품이 밀리언셀러급 흥행성공을 거두면서 계속 슈퍼마리오 시리즈를 개발하고 있다. 결론적으로 마리오는 가장 유명한 이탈리아계 미국인 가공인물이 되었다.
2017년 슈퍼마리오 오디세이까지 발매되었으며 아케이드 게임 시장에서 상당한 규모의 시장을 형성했다.
슈퍼마리오 시리즈가 워낙 큰 흥행을 이룩해서 관련 만화, 영화, 드라마 등 관련작품들이 많이 쏟아져 나왔다.

## 같이 보기
- 이탈리아인
- 유럽계 미국인